# 朱子和
朱子和（1492年—？年），字節之，四川瀘州人，軍籍，六月二十一日生，行五，治《禮記》，明朝政治人物。

## 生平
國子生，中式四川鄉試第二十二名舉人，年三十歲中式正德十六年（1521年）辛巳科會試第十七名，第三甲第六十五名進士。嘉靖十二年（1533年）五月由禮部署员外郎升浙江按察司佥事。

## 家族
曾祖朱麟，壽官；祖朱自明，壽官；父朱𣲤；母袁氏。重慶下。兄子良；子賢；子敬；子恭（貢士）。